# Liste der Pfarren im Dekanat Scheibbs
Das Dekanat Scheibbs ist ein Dekanat der römisch-katholischen Diözese St. Pölten.

## Pfarren mit Kirchengebäuden und Kapellen
| Pfarre                           | Pfarrverband | Seit    | Patrozinium                          | Kirchengebäude und Kapellen                                                          | Bild |
| -------------------------------- | ------------ | ------- | ------------------------------------ | ------------------------------------------------------------------------------------ | ---- |
| Frankenfels                      |              | 13. Jh. | Hl. Margareta                        | Pfarrkirche Frankenfels                                                              |      |
| Gaming                           | Ötscherland  | 1274    | Hll. Philippus und Jakobus           | Pfarrkirche Gaming Filialkirche Kienberg, Ortskapelle Brettl, Ortskapelle Maierhöfen |      |
| Gresten                          |              | um 1200 | Hl. Nikolaus                         | Pfarrkirche Gresten                                                                  |      |
| Kirnberg an der Mank             | Texing       | 13. Jh. | Hl. Pankratius                       | Pfarrkirche Kirnberg an der Mank                                                     |      |
| Lackenhof-Neuhaus                | Ötscherland  | 1784    | Hl. Leonhard                         | Pfarrkirche Lackenhof Filialkirche Neuhaus am Zellerrain Zur Kreuzauffindung         |      |
| Lunz am See                      | Ötscherland  | 16. Jh. | Hl. drei Könige                      | Pfarrkirche Lunz am See                                                              |      |
| Oberndorf an der Melk            |              | 1282    | Hl. Ägidius                          | Pfarrkirche Oberndorf an der Melk                                                    |      |
| Plankenstein                     | Texing       | 1952    | Maria Schnee                         | Pfarrkirche Plankenstein                                                             |      |
| Puchenstuben                     |              | 1784    | Hl. Anna                             | Pfarrkirche Puchenstuben                                                             |      |
| Purgstall                        |              | 17. Jh. | Hl. Petrus                           | Pfarrkirche Purgstall Filialkirche hl. Nikolaus in Feichsen                          |      |
| Randegg                          |              | 1296    | Unbefleckte Empfängnis Mariä am Moos | Pfarrkirche Randegg                                                                  |      |
| Reinsberg                        |              | 1291    | Hl. Johannes der Täufer              | Pfarrkirche Reinsberg                                                                |      |
| Scheibbs                         | Scheibbs     | 1322    | Hl. Maria Magdalena                  | Stadtpfarrkirche St. Magdalena Klosterkirche St. Barbara                             |      |
| St. Anton an der Jeßnitz         |              | 1782    | Hl. Antonius von Padua               | Pfarrkirche St. Anton an der Jeßnitz                                                 |      |
| St. Georgen an der Leys          | Scheibbs     | 1758    | Hl. Georg                            | Pfarrkirche St. Georgen an der Leys                                                  |      |
| St. Gotthard in Niederösterreich | Texing       | um 1200 | Hl. Gotthard                         | Pfarrkirche St. Gotthard in Niederösterreich                                         |      |
| Texing                           | Texing       | 1200    | Hl. Bartholomäus                     | Pfarrkirche Texing                                                                   |      |

## Dekanat Scheibbs
Das Dekanat umfasst 17 Pfarren.

## Dechanten
- Karl Hasengst, Pfarrer in Scheibbs und St. Georgen/Leys (bis 18. April 2021)[1][2]
- Franz Kronister, Pfarrer in Purgstall (seit 20. Mai 2021)[3]